# Adelino Castelo David
Adelino Santiago Castelo David (* 1955) ist ein Bankmanager und Politiker aus São Tomé und Príncipe.

## Biografie
David war nach einem Studium, das er mit einer Promotion abschloss, zunächst als Bankmanager tätig und als solcher zuletzt Präsident der Caixa Nacional de Poupanças e Crédito. 1992 erfolgte seine Ernennung zum Gouverneur der Zentralbank des Landes, der Banco Central de São Tomé e Príncipe. Diese Aufgabe bekleidete er bis zu seinem Wechsel zur Weltbank 1994, bei der er in den folgenden Jahren als Berater und Vertreter der Regierung von São Tomé und Príncipe tätig war.
Am 5. Januar 1999 wurde er von Premierminister Guilherme Posser da Costa zum Minister für Finanzen und Planung in dessen Regierung ernannt. Dieses Amt hatte er bis zum Ende von Posser da Costas Amtszeit am 26. September 2001. Danach war er zwischenzeitlich von 2002 bis 2004 Berater des Finanzministeriums.
Das Amt des Ministers für Finanzen und Planung hatte er erneut inne in der Regierung von Premierminister Damião Vaz d’Almeida vom 18. September 2004 bis zum 2. Juni 2005. Im Anschluss war er zeitweise wieder Berater des Ministeriums für Finanzen. 